# Браун, Джон (слуга)
Джон Бра́ун (англ. John Brown; 8 декабря 1826 — 27 марта 1883) — слуга и многолетний фаворит королевы Виктории в период её вдовства. Шотландец.

## Биография

### Ранние годы
Джон Браун родился в Абердиншире. Его родителями были Джон Браун (John Brown) и Маргарет Лейс (Margaret Leys), также имелось несколько братьев, трое из которых, как и он, служили королевской семье. Джон поступил в услужение в Замок Балморал, где с 1848 года часто бывали королева Виктория и её муж.

### Отношения с королевой

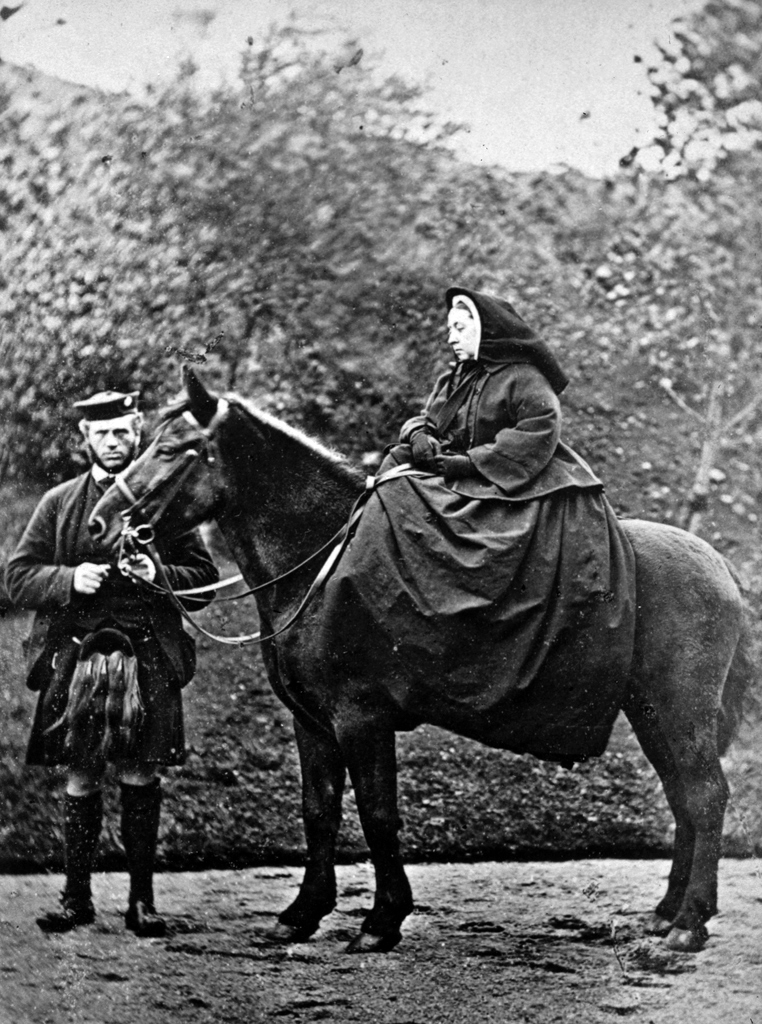
Виктория и Джон Браун в Балморале, 1863 год

В декабре 1861 года умер супруг Виктории принц Альберт. С этого момента и в следующие два десятилетия Браун становится близким другом и опорой его вдовы.
В печати появились слухи о романтических отношениях и даже тайной свадьбе между ними, и у королевы появилось прозвище «миссис Браун». В Королевской академии была выставлена картина Эдвина Ларсина, на которой Виктория была изображена вместе с Брауном, сама же Виктория опубликовала книгу «Страницы из журнала нашей жизни в горной Шотландии» (англ. Leaves from the Journal of Our Life in the Highlands), в которой заметная роль отведена Брауну, причём королева высоко оценила его.
Королева Виктория многократно рисовала Джона, фотографировалась с ним во время прогулок и упоминала фаворита в своей переписке, высоко оценивая его личные качества. Был также заказан профессиональный портрет слуги. Их отношения она позже назовёт «so warm and loving a friendship», тёплой и любящей дружбой. Большинство современников и придворных относились к Брауну ровно, но он имел несколько столкновений с будущим королём Эдуардом, которому не нравилось влияние Джона на мать.
Существуют косвенные свидетельства о том, что Джон Браун был любовником или даже тайным мужем королевы, но их достоверность является предметом дискуссий. В любом случае, он был действительно предан Виктории, и нет свидетельств того, что он использовал своё влияние в личных целях.

### Смерть и последующие события
Умер Браун 27 марта 1883 года. Вскоре после его смерти Виктория заказала у скульптора Джозефа Эдгара Бёма (англ. Joseph Edgar Boehm) статую Джона в полный рост. Также Виктория, к ужасу приближённых, начала работу над хвалебной биографией покойного. Её попытались отговорить от публикации, так как она могла вызвать слухи о любовном романе. Рукопись первоначального варианта биографии была уничтожена. Однако в начале 1884 года Виктория опубликовала «Больше страниц из журнала жизни в горной Шотландии» (англ. More Leaves from a Journal of a Life in the Highlands), продолжение к ранней книге, которое она посвятила «преданному личному спутнику и верному другу Джону Брауну».
Следующим и, насколько это известно, последним фаворитом королевы стал индийский слуга, мусульманин Абдул Карим. А когда в 1901 году умерла сама Виктория, по её просьбе были положены в гроб не только напоминания об Альберте, но также — негласно — фотография и некоторые личные вещи Джона.

## Награды
- Медаль Виктории за верную службу (англ. Victoria Devoted Service Medal) — золотая, с надписью на реверсе «To John Brown, Esq., in recognition of his presence of mind and devotion at Buckingham Palace, February 29, 1872», что переводится как «Джону Брауну, эсквайру, в знак признательности за его присутствие духа и преданность в Букингемском дворце, 29 февраля 1872 [года]».
- Медаль верного слуги[англ.] (англ. Faithful Servant Medal) — серебряная с планкой, обозначающей десять дополнительных лет службы. Эта медаль, как и предыдущая, была заказана королевой лично.

## В культуре
- Джон Браун — один из главных героев фильма «Миссис Браун» (1997), снятого о его отношениях с Викторией. Их сыграли, соответственно, Билли Конноли и Джуди Денч.
- Пьеса «Victoria Regina» Лоренса Хаусмана (Laurence Housman)
- Сериал BBC «Эдуард Седьмой» (Edward the Seventh, 1975), в котором король Эдуард якобы случайно разбивает найденную им статую Брауна. Интересно, что в реальности статуя была лишь удалена в менее людное место, хотя некоторые другие изваяния и мемориалы в честь Брауна действительно были уничтожены.
- Неоднократно упоминается в фильме 2018 года «Виктория и Абдул».
- Манга «Тёмный дворецкий», где Браун — один из персонажей и помощник королевы.